# Mammillaria napina
Mammillaria napina es una biznaga de la familia de los cactos (Cactaceae). La palabra Mammillaria viene del latín mamila, pezón o teta, y de aria, que posee, lleva, es decir: ‘que lleva mamilas’, refiriéndose a los tubérculos.

## Nombres comunes
- Español: biznaga nabo.[3]

## Descripción de la especie
Es un cactus que tiene crecimiento simple. Es de forma globosa-aplanada, de 1 a 5 cm de altura y de 4 a 5 cm de diámetro. Las protuberancias del tallo (tubérculos) son cónicos, de color verde oscuro y presentan jugo acuoso, el espacio entre ellos (axilas) son desnudas. Los sitios en los que se desarrollan las espinas se denominan  aréolas, en esta especie tienen forma ovada, con más o menos 10 a 13 espinas, generalmente no presenta ninguna en el centro de la aréola (central), aunque ocasionalmente presenta una o dos, las espinas de la orilla (radiales) son amarillentas. Las flores son medianas y tienen forma de campana, miden 32 a 40 mm de longitud y son de color de rosa. Los frutos tienen forma globosa, son verdosos, y las semillas de color negro. Es polinizada por insectos y se dispersa por semillas.

## Distribución
Esta especie es endémica de México, se distribuye en el estado de Puebla, en el Valle de Tehuacán-Cuicatlán, en la cuenca alta del río Papaloapan.

## Hábitat
Se desarrolla entre los 1700 a 2400 m s. n. m., en  matorrales xerófilos.

## Estado de conservación
Debido a sus características, esta especie ha sido extraída de su hábitat para ser comercializada de manera ilegal, aunque no se tiene cuantificación del daño que esto ha producido a las poblaciones. Es endémica a México y se considera en la categoría de Amenazada (A) de la Norma Oficial Mexicana 059. En la lista roja de la UICN se encuentra en la categoría Casi Amenazada (NT).

## Importancia cultural y usos
Ornamental